# 1877 en arts plastiques
| Années des arts plastiques : 1874 - 1875 - 1876 - 1877 - 1878 - 1879 - 1880    |
| Décennies des arts plastiques : 1840 - 1850 - 1860 - 1870 - 1880 - 1890 - 1900 |

Cette page concerne l'année 1877 en arts plastiques.

## Événements
- Troisième exposition impressionniste à Paris.

## Œuvres
- L'Âge d'airain, sculpture d'Auguste Rodin

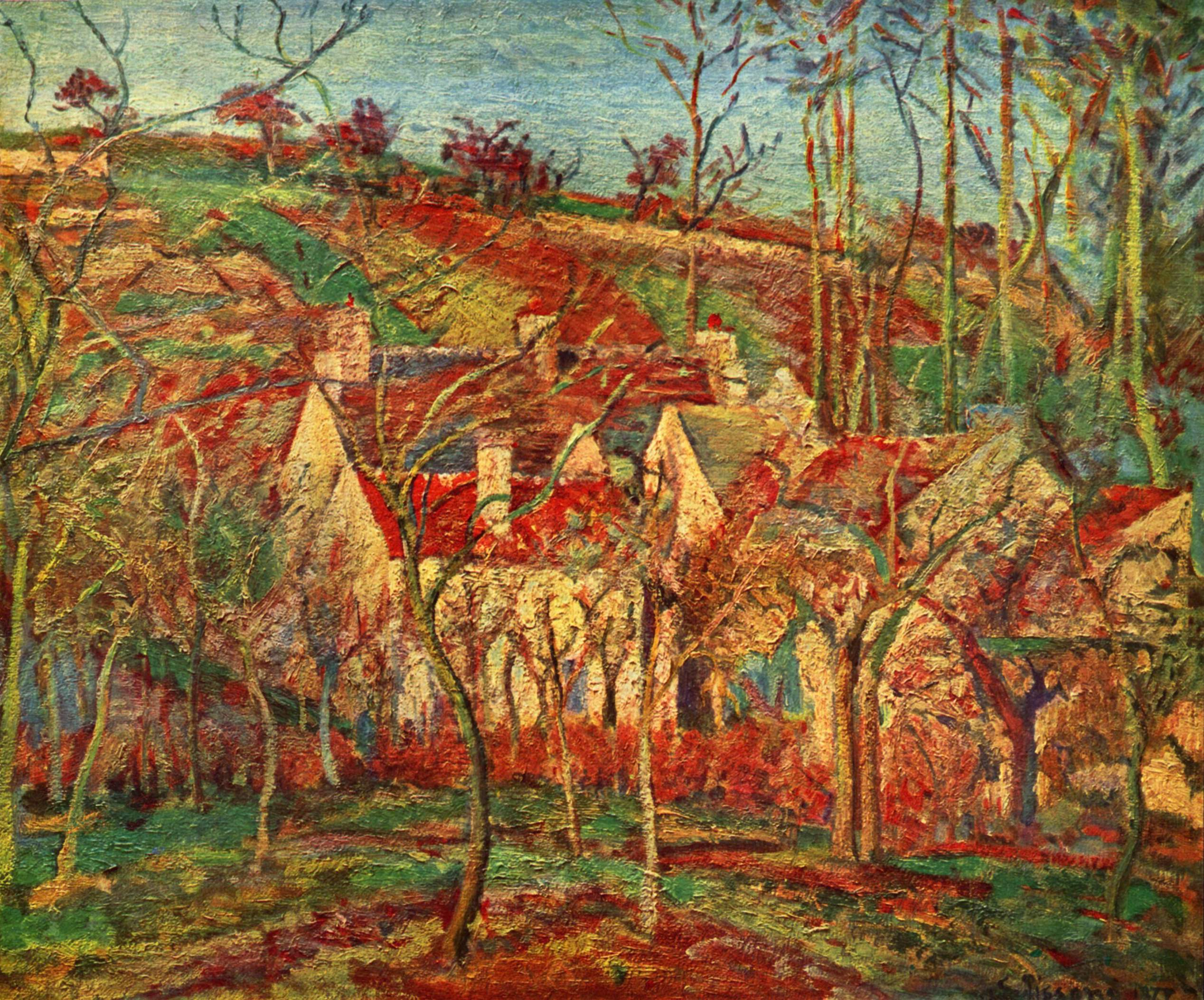
Les toits rouges, coin de village, effet d’hiver, toile de Pissarro.

- Ballet à l'Opéra de Paris, pastel sur monotype d'Edgar Degas

## Naissances
- 2 janvier : Jos Jullien, médecin généraliste, homme politique, préhistorien, peintre, graveur et homme de lettres français († 22 mai 1956),
- 24 janvier :
  - Ferdinand Raffin, peintre et illustrateur français († 19 avril 1954),
  - Sydney Lough Thompson, peintre néo-zélandais († 8 juin 1973),
- 26 janvier : Kees van Dongen, peintre français d'origine néerlandaise († 28 mai 1968),
- 28 janvier : Pierre Dolley, peintre et directeur de la photographie français († 29 août 1955),
- 9 février : Paul Sordes, peintre, pianiste et scénographe français († 20 mai 1937),
- 15 février : René Charles Edmond His, peintre français († 29 décembre 1960),
- 17 février : Adélaïde Ametis, peintre italienne († 18 juin 1949),
- 18 février : Auguste Desch, peintre et graveur français († 28 août 1924),
- 21 février : Ivan Vavpotič, peintre austro-hongrois puis yougoslave († 11 janvier 1943),
- 26 février : Fernand Guey, peintre français († 25 janvier 1964),
- 4 mars : Maxime Clément, peintre et musicien français († 1963),
- 17 mars : Albert Hahn, peintre, dessinateur, caricaturiste et affichiste néerlandais († 3 août 1918),
- 18 mars : Arthur Midy, peintre français († 13 mars 1944),
- 19 mars : Thérèse Marthe Françoise Cotard-Dupré, peintre française († 13 avril 1920),
- 23 mars : Fabien Launay, peintre, dessinateur, graveur et caricaturiste français († 7 février 1904),
- 25 mars : Henri Mirande, illustrateur et peintre français († 21 septembre 1955),
- 28 mars : Salomon Taib, peintre français († 8 novembre 1951),
- 29 mars : Boleslas Biegas, peintre, sculpteur symboliste, écrivain et auteur dramatique franco-polonais († 30 septembre 1954),
- 30 mars : Charles Émile Egli, graveur, illustrateur et peintre suisse naturalisé français († 9 novembre 1937),
- 2 avril : Paul Charavel, peintre français († 1961),
- 5 avril : Henri-Émile Rogerol, peintre portraitiste, paysagiste, sculpteur et céramiste français († 11 février 1947),
- 10 avril : Henry Ottmann, peintre français († 1er juin 1927),
- 16 avril : André de Székély, peintre hongrois naturalisé français († 5 janvier 1964),
- 18 avril : Henriette Desportes, peintre française († 5 octobre 1951),
- 3 mai : Alméry Lobel-Riche, peintre, graveur et illustrateur français († 11 mai 1950),
- 4 mai : Jean Laudy, peintre néerlandais († 6 février 1956),
- 5 mai : Halfdan Egedius, peintre, dessinateur et graveur norvégien († 2 février 1899),
- 7 mai : Jean-Bertrand Pégot-Ogier, peintre et dessinateur français († 2 octobre 1915),
- 9 mai : Morin-Jean, archéologue, peintre, graveur et illustrateur français († 9 mars 1940),
- 11 mai : Jeanne Baudot, peintre française († 27 juin 1957),
- 13 mai : Tavík František Šimon, peintre, graveur et enseignant austro-hongrois puis tchécoslovaque († 19 décembre 1942),
- 20 mai : Jean Dunand, peintre et sculpteur français d'origine suisse († 7 juin 1942),
- 21 mai : Paul Reboux, écrivain, journaliste et peintre français († 14 février 1963),
- 3 juin :
  - Maurice Delcourt, peintre, dessinateur et graveur français  († 29 décembre 1916),
  - Raoul Dufy, peintre français († 23 mars 1953),
- 21 juin : Henri Calvet, peintre et sculpteur français († 8 décembre 1948),
- 28 juin : Henry Jacques Delpy, peintre français († 24 novembre 1957),
- 30 juin : Émile Boyer, peintre paysagiste français († 1948),
- 5 juillet : Louis Degallaix, peintre français († 23 avril 1951),
- 18 juillet : Julie de Graag, aquarelliste, graveuse, dessinatrice et peintre néerlandaise († 2 février 1924),
- 21 juillet : Biagio Biagetti, peintre et restaurateur d'art italien († 2 avril 1948),
- 28 juillet : Paul Iské, peintre français († 24 avril 1961),
- 3 août : Georges Paul Leroux, peintre français († 16 février 1957),
- 15 août : Francisc Șirato, peintre et graphiste roumain († 4 août 1953),
- 16 août :
  - Augusto Giacometti, peintre suisse († 9 juin 1947),
  - Jean Émile Laboureur, peintre, dessinateur, graveur, aquafortiste, lithographe et illustrateur français († 16 juin 1943),
- 5 septembre : Albert Roelofs, peintre, aquafortiste, lithographe, dessinateur et aquarelliste néerlandais († 31 décembre 1920),
- 9 septembre : Charles Paris, peintre paysagiste français († 29 février 1968),
- 11 septembre : Andrée Lavieille, peintre française († 14 mai 1960),
- 15 septembre : Olena Koultchytska, peintre et enseignante austro-hongroise, polonaise puis soviétique († 8 mars 1967),
- 8 octobre : Marcel Arnaud, peintre français († 18 mars 1956),
- 9 octobre : Piotr Outkine, peintre symboliste russe puis soviétique († 17 octobre 1934),
- 11 octobre : Henri-Marcel Magne, peintre et décorateur français († 1er juillet 1944),
- 14 octobre : Émile-Allain Séguy, peintre décorateur français († 22 juin 1951),
- 16 octobre : Claude Dalbanne, bibliographe, historien, peintre, illustrateur et graveur français († 3 juin 1964),
- 19 octobre : Maurice Perronnet, peintre, administrateur de théâtre et maître d'armes français († 1er avril 1950),
- 29 octobre : Paul Émile Lecomte, peintre français († 19 septembre 1950),
- 30 octobre : Constant Duval, peintre, affichiste et dessinateur français († 1956),
- 3 novembre : Charles-Albert Walhain, peintre et sculpteur français († 1936),
- 10 novembre : François de Hérain, peintre, sculpteur et graveur français († 29 mai 1962),
- 11 novembre : Emil Cardinaux, peintre suisse († 2 octobre 1936),
- 13 novembre : Maurice Renders, peintre français († 16 mars 1951),
- 23 novembre : Marcel Couchaux, peintre français de l'École de Rouen († 18 avril 1939),
- 2 décembre : André Félix Roberty, peintre français († 12 mars 1963),
- 13 décembre :
  - Henri Bercher, peintre suisse († 18 août 1970),
  - Léon Hamonet, peintre français († 12 février 1953),
- 22 décembre : Louis Baudon, peintre français († 10 février 1939),
- ? :
  - Émile Chaumont, peintre français († 31 mars 1927),
  - Pierre-Roger Claudin, illustrateur et peintre français († 1936),
  - Jean Baptiste Joseph Constant, médailleur, dessinateur, lithographe et inventeur français († ?),
  - Joseph Giavarini, sculpteur d'art brut suisse († 1934),
  - César Giris, peintre, dessinateur, caricaturiste, scénographe et sculpteur italien († octobre 1941),
  - Henri Hourtal, peintre français († 1944),
  - Hachiro Nakagawa, peintre de paysages japonais († 1922),
  - Kosaka Gajin, peintre japonais († 1953),
  - Constantin Vechtchilov, peintre impressionniste russo-américain († 4 avril 1945).

## Décès
- 5 janvier : Carl Timoleon von Neff, peintre, conservateur germano-balte sujet de l'Empire russe (° 14 octobre 1804),
- 21 janvier : Alexandre Brioullov, peintre et architecte russe (° 10 décembre 1798),
- 13 janvier : Frédéric Peyson, peintre français (° 21 mars 1807),
- 13 février :  Auguste Hüssener, graveuse et peintre allemande (° 1789),
- 24 mars : Léon Belly, peintre et orientaliste français (° 18 avril 1827),
- 31 mars : Charles-François Marchal, peintre français (° 10 avril 1825),
- 3 avril : Jean-Baptiste Madou, peintre, illustrateur, lithographe et aquafortiste belge (° 3 février 1796),
- 8 avril : Philippe-Auguste Jeanron, peintre, dessinateur, lithographe et écrivain français (° 10 mai 1809),
- 10 avril : Raphaël Donguy, peintre, décorateur et fresquiste français (° 15 février 1812),
- 18 avril : Franz Hanfstaengl, peintre, lithographe et photographe allemand (° 1er mars 1804),
- 24 avril : Jean-Baptiste Barré, sculpteur et peintre français (° 28 septembre 1804),
- 25 juin : Pierre-Paul Cavaillé, peintre français (° 2 mars 1827),
- 4 août : Eugène Leygue, peintre français (° 27 janvier 1813),
- 11 août : Édouard Daliphard, peintre français (° 24 septembre 1833),
- 12 octobre : Prosper Barbot, peintre français (° 21 mai 1798),
- 25 octobre : Auguste Borget, peintre français (° 25 août 1808),
- 29 octobre : Kaspar Braun, peintre, dessinateur, illustrateur, graveur sur bois, et éditeur allemand (° 13 août 1807),
- 30 octobre : Louis-Auguste Moreaux, peintre franco-brésilien (° 7 mars 1817),
- 3 novembre : Gustave Brion, peintre et illustrateur français (° 24 octobre 1824),
- 5 novembre : Caroline Swagers, peintre française (° 28 août 1808),
- 18 décembre : 
  - Jules-Désiré Caudron, peintre français (° 22 octobre 1816),
  - Philipp Veit, peintre allemand (° 13 février 1793),
- 31 décembre : Gustave Courbet, peintre français (° 10 juin 1819),
- ? :
  - Luigi Riccardi, peintre italien (° 8 octobre 1808).